# Cantón de Bretenoux
El cantón de Bretenoux era una división administrativa francesa, que estaba situada en el departamento de Lot y la región de Mediodía-Pirineos.

## Composición
El cantón estaba formado por dieciséis comunas:
- Belmont-Bretenoux
- Biars-sur-Cère
- Bretenoux
- Cahus
- Cornac
- Estal
- Gagnac-sur-Cère
- Gintrac
- Girac
- Glanes
- Laval-de-Cère
- Prudhomat
- Puybrun
- Saint-Michel-Loubéjou
- Tauriac
- Teyssieu

## Supresión del cantón de Bretenoux
En aplicación del Decreto n.º 2014-154 de 13 de febrero de 2014, el cantón de Bretenoux fue suprimido el 22 de marzo de 2015 y sus 16 comunas pasaron a formar parte del nuevo cantón de Cère y Ségala.